# Neoperla saraburi
Neoperla saraburi är en bäcksländeart som beskrevs av Peter Zwick 1988. Neoperla saraburi ingår i släktet Neoperla och familjen jättebäcksländor. Inga underarter finns listade i Catalogue of Life.